# Jours tranquilles à Clichy
Jours tranquilles à Clichy is een Franse dramafilm uit 1990 onder regie van Claude Chabrol. Het scenario is gebaseerd op de roman Rustige dagen in Clichy (1956) van de Amerikaanse auteur Henry Miller.

## Verhaal
Een arme doch ambitieuze schrijver uit de Verenigde Staten neemt in de jaren '30 zijn intrek in een chic hotel in Parijs. Hij komt al snel terecht in het losbandige uitgaansleven van de Franse hoofdstad.

## Rolverdeling
| Acteur               | Personage         |
| -------------------- | ----------------- |
| Andrew McCarthy      | Henry Miller      |
| Nigel Havers         | Alfred Perlès     |
| Barbara De Rossi     | Nys               |
| Stéphanie Cotta      | Colette Ducarouge |
| Isolde Barth         | Ania Regentag     |
| Anna Galiena         | Edith             |
| Stéphane Audran      | Adrienne          |
| Mario Adorf          | Regentag          |
| Margit Evelyn Newton | Bernadette        |